# Часть речи (цикл стихотворений)
«Часть речи» — название цикла стихотворений Иосифа Бродского, созданного в 1975—1976 гг. Этот цикл дал название книге стихотворений, вышедшей в 1977 г. в издательстве Ардис. Одноимённый, но кардинально отличный по составу сборник избранных стихов поэта был издан в 1990 году в СССР. Вышедшая в 1980 г. под таким же названием англоязычная книга стихотворений Бродского только наполовину состоит из переводов стихотворений, вошедших в русское издание 1977 года. Перевод цикла «Часть речи» на английский, сделанный при участии и под редакцией Бродского, включил 15 из 20 стихотворений цикла, порядок которых был также изменен по сравнению с русским оригиналом.
Книга «Часть речи», изданная в 1977 г, включила в себя стихотворения, написанные в последние месяцы жизни поэта на родине и в первые годы эмиграции: с 1972 по 1976. Причиной такого объединения было то, что, по мнению Бродского, на рубеже 1971/72 годов в его поэзии произошли глубокие качественные изменения, во многом определившие новый период его творчества.
По словам Льва Лосева, Бродский «гордился названием книги и включенного в неё одноименного цикла. Мысль о том, что созданное человеком, его „часть речи“, больше, чем человек как биологическая особь или социальная единица, была Бродскому очень дорога. То же название он дал позднее первому репрезентативному сборнику избранных стихов, вышедшему на родине. <…> „Часть речи“ отличается от остальных сборников Бродского тем, что отдельные стихотворения составляют меньшинство. Основной объём — это четыре цикла („Письма римскому другу“, „Двадцать сонетов к Марии Стюарт“, „Мексиканский дивертисмент“ и „Часть речи“)». Е. Семёнова называет цикл «Часть речи» новой разновидностью русской поэмы XX века. Л. Лосев считает, что цикл носит характер лирического дневника.

## Содержание книги 1977 г. и цикла
| ЧАСТЬ РЕЧИ |
| --- |
| 24 декабря 1971 года (1972) Одному тирану (январь 1972) Похороны Бобо (1972) Набросок (1972) Письма римскому другу (март 1972) Песня невинности, она же - опыта (1972) Сретенье (март 1972) Одиссей Телемаку (1972) 1972 год (18 декабря 1972) В озерном краю (1972) "Осенний вечер в скромном городке..." (1972) На смерть друга (1973) Бабочка (1972) Торс (1972) Лагуна (1973) На смерть Жукова (1974) Темза в Челси (1974) Двадцать сонетов к Марии Стюарт (1974) Мексиканский дивертисмент (1975) Гуернавака 1867 Мерида В отеле "Континенталь" Мексиканский романсеро К Евгению Заметка для энциклопедии "Классический балет есть замок красоты..." (1976) Часть речи (1975-1976) "Ниоткуда с любовью, надцатого мартобря..." "Север крошит металл, но щадит стекло..." "Узнаю этот ветер, налетающий на траву..." "Это - ряд наблюдений. В углу - тепло..." "Потому что каблук оставляет следы - зима..." "Деревянный лаокоон, сбросив на время гору с..." "Я родился и вырос в балтийских болотах, подле..." "Что касается звезд, то они всегда..." "В городке, из которого смерть расползалась по школьной карте..." "Около океана, при свете свечи; вокруг..." "Ты забыла деревню, затерянную в болотах..." "Тихотворение мое, мое немое..." "Темно-синее утро в заиндевевшей раме..." "С точки зрения воздуха, край земли..." "Заморозки на почве и облысенье леса..." "Всегда остается возможность выйти из дому на..." "Итак, пригревает. В памяти, как на меже..." "Если что-нибудь петь, то перемену ветра..." "...и при слове "грядущее" из русского языка..." "Я не то что схожу с ума, но устал за лето..." Колыбельная Трескового Мыса Декабрь во Флоренции (1976) |

## Издания
- Бродский И. Часть речи: Стихотворения 1972—1976. — Ann Arbor: Ardis, 1977. СПб.: Пушкинский фонд, 2000.
- Бродский И. Часть речи: Избранные стихи 1962—1989 / Сост. Э. Безносов. — М.: Художественная Литература, 1990.
- Бродский И. Стихотворения и поэмы: В 2 т. / сост. и прим. Л. Лосев. — СПб.: Пушкинский дом, 2011.
- Joseph Brodsky. A Part of Speech. — New York: : Farrar, Straus & Giroux, 1980.